# Trosa stadsdistrikt
Trosa stadsdistrikt är ett distrikt i Trosa kommun och Södermanlands län. 
Distriktet ligger i och omkring Trosa. 

## Tidigare administrativ tillhörighet
Distriktet inrättades 2016 och utgörs av området som Trosa stad omfattade till 1971.
Området motsvarar den omfattning Trosa stadsförsamling hade 1999/2000.